# Guancha pedunculata
Guancha pedunculata är en svampdjursart som först beskrevs av Lendenfeld 1885.  Guancha pedunculata ingår i släktet Guancha och familjen Clathrinidae. Inga underarter finns listade i Catalogue of Life.